# María Baida
María Kárpovna Baida (en ruso: Мари́я Ка́рповна Ба́йда; Novy Chuvash, Unión Soviética, 1 de febrero de 1922-Sebastopol, Ucrania, 30 de agosto de 2002) fue una asistente médica que sirvió en el 514.º Regimiento de Fusileros durante la Segunda Guerra Mundial donde luchó en Crimea. Cuando estuvo rodeada por tropas alemanas, libró un salvaje tiroteo contra ellos, matando a quince, hiriendo a varios más y derrotando al resto, escapando herida. Además salvó a su comandante herido y destruyó un nido de ametralladoras. Por sus hazañas durante la guerra, recibió el título honorífico de Héroe de la Unión Soviética en 1942.

## Biografía

### Infancia y juventud
María Baida nació el 1 de febrero de 1922 en el pueblo de Novy Chuvash en el raión de Krasnoperekopsk de la RASS de Crimea en esa época parte de la RSFS de Rusia, en el seno de una familia rusa. En 1926, estudió en una escuela secundaria en el pueblo de Armiansk. Después de que sus padres murieran cuando ella era aún muy joven, fue criada por sus abuelos. En 1936, abandonó la escuela en Dzankoy sin completar sus estudios. Trabajó en una granja estatal, en un hospital y luego en una sociedad cooperativa en el pueblo de Voinka. en el verano de 1941, iba a ingresar en la facultad de medicina pero la invasión alemana de la Unión Soviética frustró sus planes. Después de que la casa en la que vivía fuera bombardeada, comenzó a trabajar en una estación de tren para ayudar a los civiles a evacuar la ciudad.

### Segunda Guerra Mundial
En 1941, se unió al Ejército Rojo y fue asignada como enfermera en el 3.er Batallón del 514.º Regimiento de Fusileros de la 172.ª División de Fusileros del Frente del Cáucaso Norte; allí ocupó el rango de sargento mayor y fue enviada al frente ese mismo año. Además de brindar primeros auxilios, cavó trincheras y capturó soldados alemanes para interrogarlos. En el otoño de 1941 fue transferida a un batallón de infantería naval. Debido al armamento inadecuado de la unidad, los alemanes lograron tomar una colina que habían estado defendiendo, pero después de las órdenes del comandante de la compañía lograron retomar el control de la posición. Después de que el regimiento se retiró más tarde, fue reasignada a la unidad médica de una formación de reconocimiento.
El 7 de junio de 1942 se ganó el apodo de «la intrépida Marusia» después de matar a quince combatientes enemigos, uno de los cuales era un oficial, con su subfusil y acabó con otros cuatro soldados alemanes más golpeándolos en la cabeza con la culata de su rifle para rescatar a su comandante y a otros ocho soldados que habían sido capturados por los alemanes. Por sus acciones ese día, recibió el título de Héroe de la Unión Soviética el 20 de junio de 1942.
El 12 de julio de 1942, después de haber sido gravemente herida en la batalla, fue hecha prisionera y enviada al campo de concentración de Slavuta en Ucrania y luego a campo de concentración de Ravensbruck después de que la detuvieran en Simferópol. Fue liberada del cautiverio por las fuerzas estadounidenses el 8 de mayo de 1945. Cuando fue liberada se encontraba muy enferma de tuberculosis y apenas podía caminar debido a las torturas y vejaciones que había sufrido durante su cautiverio.
Después de su liberación fue internada par las autoridades soviéticas en el campo para repatriados de la ciudad austríaca de Leoben, en junio de 1945 fue trasladada al campo de repatriación de Szeged (Hungría) donde permaneció hasta diciembre de 1945, cuando se le permitió regresar a su casa.

### Posguerra
Después de la guerra fue desmovilizada. En 1946 regresó a Crimea. Desde 1961 vivió permanentemente en Sebastopol. Miembro del PCUS desde 1951. De 1961 a 1986 trabajó como jefa del Departamento Central de la Oficina de Registro Civil del Comité Ejecutivo de la Ciudad de Sebastopol, fue seleccionada repetidamente como diputada del consejo de la ciudad. En 1976, fue reconocida como Ciudadana de Honor de Sebastopol. Murió el 30 de agosto de 2002 en Sebastopol y fue enterrada en el Cementerio de los Comuneros.

## Condecoraciones

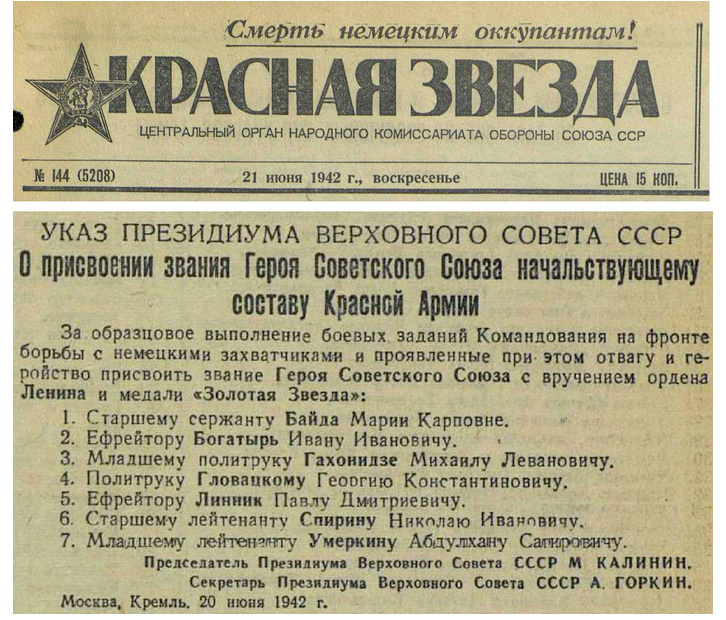
Recorte del periódico Estrella Roja acerca del Decreto del Presídium del Sóviet Supremo sobre la concesión del título de Héroe de la Unión Soviética a María Baida

A lo largo de su vida María Baida recibió las siguientes condecoraciones
|  | Héroe de la Unión Soviética (20 de junio de 1942)                                               |
|  | Orden de Lenin (20 de junio de 1942)                                                            |
|  | Orden de la Guerra Patria de 1.er grado (11 de marzo de 1985)                                   |
|  | Medalla Conmemorativa por el Centenario del Natalicio de Lenin                                  |
|  | Medalla por la Defensa de Sebastopol                                                            |
|  | Medalla por la Victoria sobre Alemania en la Gran Guerra Patria 1941-1945                       |
|  | Medalla Conmemorativa del 20.º Aniversario de la Victoria en la Gran Guerra Patria de 1941-1945 |
|  | Medalla Conmemorativa del 30.º Aniversario de la Victoria en la Gran Guerra Patria de 1941-1945 |
|  | Medalla Conmemorativa del 40.º Aniversario de la Victoria en la Gran Guerra Patria de 1941-1945 |
|  | Orden de Bogdán Jmelnitski de 3.er grado (Ucrania)                                              |

### Listas relacionadas
- Lista de heroínas de la Unión Soviética